# 帝産タクシー滋賀
株式会社帝産タクシー滋賀（ていさんタクシーしが）は、滋賀県草津市に本社を置くタクシー事業者。滋賀帝産グループに属する。

## 沿革
- 1998年（平成10年） - 帝産湖南交通のタクシー部門から分社し設立。
- 2001年（平成13年） - ジャンボタクシーを導入。
- 2003年（平成15年） - くりちゃんバス金勝循環線の運行を受託[注 1]。
- 2020年（令和2年） - まめタク（まめバス(草津市)のタクシー事業）の実証運行を受託。同年11月30日から運行を開始する[1][2][3]。
- 2022年（令和4年）11月30日 - まめタクが本格運行に移行[3]するが、運行委託先が近江タクシーに変更となる[4]。

## 車両
- トヨタ・コンフォート
- トヨタ・クラウンスーパーデラックス
- トヨタ・クラウンスーパーサルーン
- トヨタ・ジャパンタクシー